# Bolognano
Bolognano è un comune italiano di 990 abitanti della provincia di Pescara in Abruzzo, nella subregione delle Terre di Casauria o Casauriense. Il suo territorio comprende la frazione di Piano d'Orta, principale centro del territorio comunale. Bolognano si estende dalla Val Pescara sino alla riserva regionale Valle dell'Orta; è parte della comunità montana della Maiella e del Morrone. Il comune è attraversato in parte dal fiume Orta.

## Storia

### Origini
L'area di Bolognano risulta abitata già a partire dall'età del rame, come testimoniano i reperti trovati presso la grotta dei Piccioni a poca distanza dall'abitato.
Fonti storiche successive si trovano nel Chronicon Casauriense che riporta la fortificazione di Bolonianum nel 943, dopo la sua donazione all'abbazia di San Clemente a Casauria da parte di Ludovico II.
La Grotta dei Piccioni, insieme alla cultura di Ripoli e agli insediamenti delle Svolte di Popoli, rappresa la testimonianza più antica della presenza dell'uomo in Abruzzo. Durante il Mesolitico il clima tende a farsi più vicino al temperato, e dunque alternandosi a fasi di aridità, costringe l'uomo a trovare una stabilità, infatti risalgono a questo periodo i veri insediamenti dell'uomo presso le grotte, questa è l'era in cui l'uomo inizia a capire l'importanza della sussistenza, e in particolare viene concepita nel campo dell'agricoltura e dell'allevamento. Grande prova dell'evoluzione che si è avuta tra il Mesolitico e il Neolitico in Abruzzo è la grotta dei Piccioni, che fu utilizzata nella varie epoche, anche durante la permanenza degli Italici, usata come un santuario pagano, popolata oltre 4000 anni fa, come dimostrano gli oggetti di culto, che non vanno dal periodo del Neolitico all'alto Medioevo. L'aspetto più interessante della grotta è un monumento funerario costituito da 11 circoli concentrici disegnati attraverso delle pietre lavorate, e ancora più internamente sono stati ritrovati resti umani che fanno ipotizzare che la grotta fosse usata per rituali sacrifici umani per propiziare l'agricoltura.

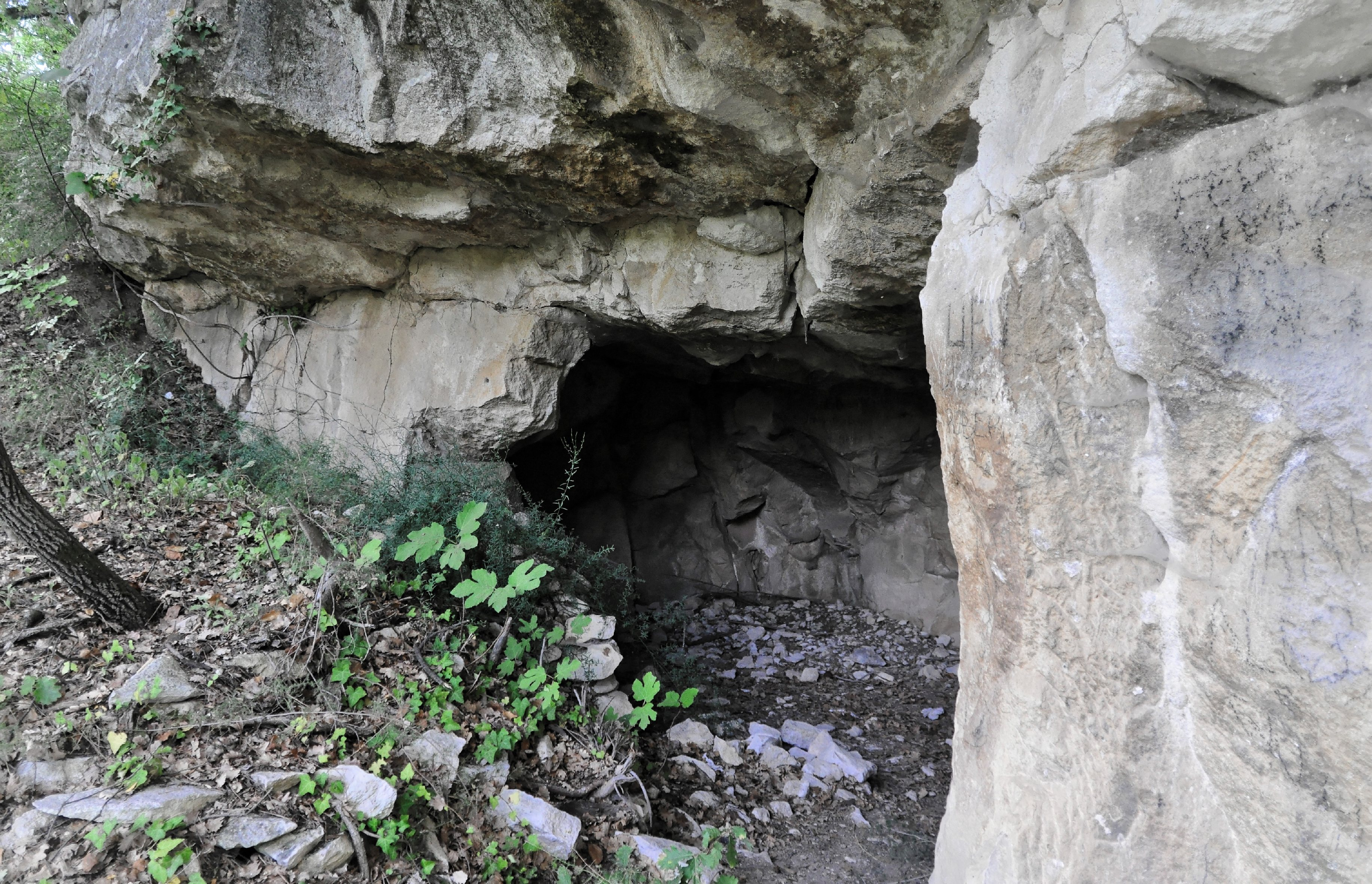
Grotta dei Piccioni

La grotta si trova sulla riva sinistra del fiume Orta, nei pressi delle gole di questo fiume, è ricavata all'interno da una parete rocciosa, in un sito che storicamente è stato definito di importanza nel 1957 dallo scopritore Giovanbattista Leopardi di Penne. La grotta sebbene non emerga con evidenza dall'esterno, è divisa in due ambienti di varia dimensione, gli strati insediativi si sono conservati sino all'età dell'XI secolo a.C. Entrando verso la parete di fondo è stata recuperata una superficie opportunamente collocata in questo punto, resa pianeggiante da un levigato strato di pietre, il quale strato crea una sorta di pavimento che invece parzialmente è occupato da un battuto di cenere e terriccio sul quale erano collocati gli 11 circoli, disegnati con pietre disposti su questo strato; le pietre sono di diversa grandezza, alcuni di questi conservano ancora tracce di bitume internamente ed in particolare questa rimanenza ha fatto supporre che questo punto fosse stato utilizzato per rituali durante il Neolitico.
Altro fattore rilevante è l'introduzione da parte dei popoli del Neolitico, della cultura della ceramica, che a giudicare dai vari ritrovamenti, doveva essere molto diffusa in loco, in particolare lo stile della ceramica "impressa", così chiamata perché riconoscibile a partire dal tipo di decorazione impressa direttamente sulla superficie cruda dell'argilla, con uno degli strumenti appuntiti. La ceramica a Bolognano è documentata dal 4500 a.C., la grotta in quest'epoca rappresentò una dimora occasionale o un ricovero per gli ominidi, i reperti sono datati all'Età del Bronzo, quando la grotta divenne un vero e proprio insediamento stagionale. Nei dintorni della grotta sono state ritrovate le fondamenta di case realizzate in pietra, mattoni, fango, argilla e paglia. La documentazione necessaria si trova per i reperti nel Museo Archeologico Nazionale d'Abruzzo a Chieti, mentre alcune collezioni di materiale rinvenuti e la ricostruzione dello stile di vita degli ominidi d'Abruzzo nel V millennio a.C., nelle sale del Museo delle Genti d'Abruzzo a Pescara.

### Medioevo
Il villaggio di Bolognano doveva esistere già nell'VIII-X secolo, fondato dai Longobardi con una torre di guardia, che poi andò a costituire il Castello Tabassi. Il Cronista di Casauria nel XII secolo, Giovanni di Bernardo, fornisce preziose informazioni sul feudo di Bolognano sino al XIII secolo: nel 1014 l'abate Ponzio operò una permuta dei territori con il nobile Tresidio, verosimilmente discendente di Lupone di Ludegerio, mediante il quale l'abbazia di San Clemente a Casauria ottenne dei terreni a Bolognano. Nel documento dell'872 tale Ainardo, figlio di Mitione, alienò all'abate Romano di Casauria tutti i suoi beni del Vico Teatino (Chieti), Caniano e Beloniano. Nel secondo documento dell'anno seguebte, Megelfredo di Formosiano, cedette a titolo di vendita allo stesso abate terreni con selve di 120 moggi.
L'abbazia di San Clemente a Casauria nell'880 acquistò da Adeltruta di Audoperto con Aglerio suo marito altri terreni, il possedimento fu ratificato e confermato nel 969 durante il governo dell'abate Adamo I, quando Lupone figlio di Ludegerio riuscì a riottenere il Monte Parteno (Monte San Tommaso presso Caramanico) il piano di Ambrilia (ossia Piano d'Orta e la Fara), nei pressi di Colle Morto. Nel 1014 i beni di Ortona furono assegnati al monastero casauriense. Dal 1020 al 1064 si registrarono sette importanti donazioni di beni da parte di privati a Bolognano, a favore di San Clemente a Casauria, nelle ultime due si segnalano la chiesa di Santa Maria (ancora oggi esistente), e quella di San Salvatore.
Il castello di Bolognano citato come "Bulinnanum" è citato nel Catalogus baronum di Ruggero II di Sicilia, nei confronti dell'abate Oldrio di San Clemente nel 1140, il re infatti con la concessione ai monaci dei tre castelli di Colleodoni, Casaleplano e Bolognano, già occupati e usurpati dai Normanni anni prima, intende riequilibrare una situazione politica precaria per il monastero di Casauria.
Fra i castelli tassati da Carlo I d'Angiò nella guerra contro Corradino di Svevia nel 1268 risulta Bolognano, ancora feudi casauriense, ancora di proprietà dell'abbazia nel 1316; negli ordini di tassazione, si registrano i feudatari del paese: Jacopo di Baleniano nel 1279, Gentile di Ruggeri, poi Mainetto di Oderisio e Pietro di Mainetto.

### Epoca moderna dal Cinquecento all'Ottocento
Ulteriori notizie dell'abbazia di Casauria ancora in possesso di Bolognano si hanno con Giovambattista Branconio dell'Aquila nel 1517, commendatario dell'abbazia, morto nel 1525, succeduto da Alessandro Branconio. Nel 1590 Girolamo Branconio ripristinando la chiesa di San Maurio in Amiterno, antica proprietà di Casauria, si dichiarava commendatario di questo, barone di Alanno e di Bolognano, titoli e prerogative ribadite nel 1598. A Girolamo Branconio successe nel 1629 Antonio Barberini che nel 1631 si dichiarò Signore delle Terre di Alanno e Bolognano, e che a sua volta nel 1633 fu seguito dal cardinale Giovan Battista Pallotta, morto il 23 gennaio 1668, ma che già dal 1647 aveva rassegnato la commenda casauriense al cardinal Pietro Colonna, il quale si dichiarava signore e barone di Alanno e Bolognano.

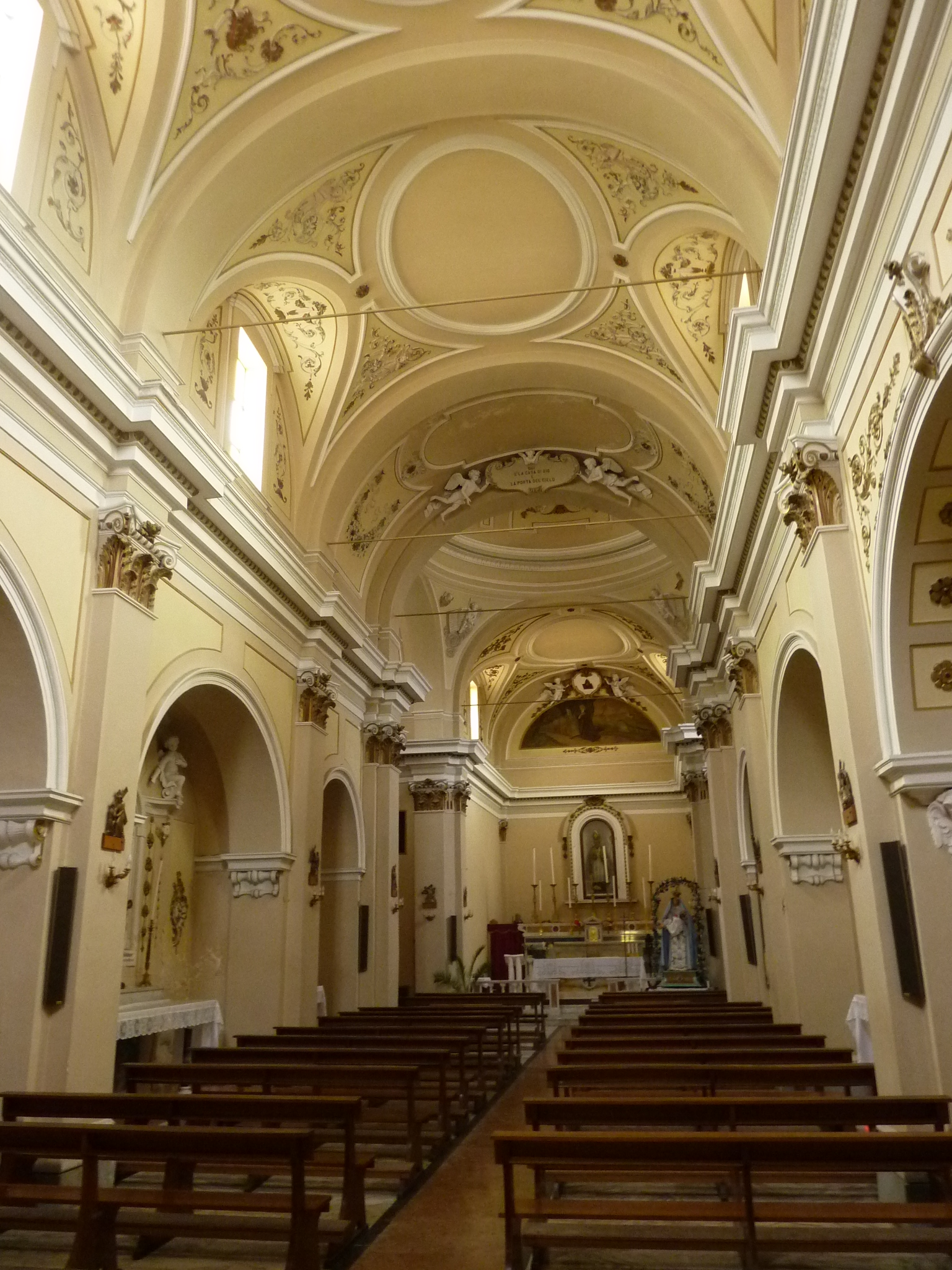
Interno della chiesa di Sant'Antonio abate

Dal 1674 al 1694 furono commendatari e cardinali Antonio Bischi e Francecso Buonvisi, sino al 1706, anno della morte dell'ultimo, ma già il 23 aprile 1695 con strumento del notaio Perseo Capulli dell'Aquila, Muzio Branconio e Filippo Branconio dell'Aquila avevano alienato e ceduto il feudo di Bolognano al barone Filippo Urbaldo Nodari d'Aquila. Costui nel 1700 sempre con atto del notaio Capulli del 9 giugno, cedette Bolognano al barone Girolamo Durini di Chieti, che ne entrò in possesso il 17 agosto 1700 con atto del notaio Giovan Loreto Tofano di Musellaro per il prezzo di 14 200 ducati. L'atto fu stipulato e letto davanti alla chiesa di Santa Maria dentro la Terra.
Con l'introduzione delle provincie nel regno, nel 1684 Bolognano passò alla provincia di Chieti e nel 1927, con la costituzione della provincia di Pescara, a quest'ultima.

### Il Novecento: sviluppo di Piano d'Orta
Il villaggio di Piano d'Orta si trova presso il fiume, accanto al tracciato dell'E80 Pescara-Torano, posto tra Torre de' Passeri e San Valentino. Si sviluppò, come la vicina Scafa, soltanto nei primi anni del Novecento, sino a giungere oggi a un abitato densamente popolato. Sorse come villaggio di lavoratori presso la sede distaccata della fabbrica Montecatini (ex Siev). Il 19 febbraio 1900 presso il Comune si Bolognano, si riunì la giunta di Camillo Bianchini sindaco, per decidere sulla domanda della Società Italiana di Elettrochimica "Volta" riguardo alla costruzione di uno stabilimento in contrada Piano d'Orta.
La giunta dette il parere favorevole, visto che la fabbrica sarebbe sorta in un'area poco popolata, necessitando delle acque del fiume per la produzione; il materiale chimico tossico, non avrebbe leso la comunità di Bolognano. Dato che presto molti braccianti divenuti operai si ritrovarono nella fabbrica costruita di li a pochi anni, nel 1916 la giunta comunale si adoperò per costruire una scuola elementare per i figli degli operai, che nel 1921 contava 121 iscritti. Ci fu insomma una rivoluzione urbanistica del territorio, in quel periodo la S.M.E. (ossia l'E.N.E.L.) costruisce l'invaso con la Centrale Elettrica, viene ammodernata la strada statale Tiburtina Valeria (la N. 5), nasce il cinematografo, l'Opera Nazionale Dopolavoro e nel 1931 la Società Sportiva di Calcio VIRTUS PIANO D'ORTA, e si pensa a rendere navigabile il fiume Pescara da Piano d'Orta, dalla diga, sino al comune di Castellammare Adriatico.
Ci fu un vero e proprio sviluppo demografico ed urbanistico dell'intera Val Pescara, non solo presso Piano d'Orta, ma anche presso le parti basse, a ridosso del fiume, a Popoli, Bussi, Torre de' Passeri, Scafa. La fabbrica di azoto, inaugurata nel 1904, una delle prime in Italia che si occupavano di fissare l'azoto atmosferico ottenuto dalla distillazione dell'aria liquida sul del carburo di calcio, producendo così il calciocianamide. La fabbrica, riconvertita nella Montecatini, chiuse nel 1965, l'archivio della fabbrica fu abbandonato, ma rinvenuto, importante fonte per tracciare una storia della fabbrica, fatto avvenuto nel 1989 da un funzionario dell'Archivio di Stato di Chieti.
Il materiale è un'ampia documentazione che comprende 529 libri paga operai (1911-1964), per lo più quindicinali, 11 libri matricola operai (1910-64), 141 libri paga impiegati, mensili (1943-64), 5 libri matricola impiegati (1929-1964), 45 giornali di cassa (1911-65), 8 libri dei monti (1939-1952), 3 registri di carico e scarico anticrittogamici ramato P1 e solfato di rame (1941-43). Molto interessante anche la serie iconografica con diverse planimetrie della fabbrica, e disegni di macchinari, riguardanti anche altre fabbriche della Montecatini; infine si segnala la documentazione relativa allo stabilimento di Avezzano e a quello di Termoli (1932-43).

### La fabbrica Montecatini
Il primo nucleo produttivo presso la Val Pescara, era costituito dalla centrale idroelettrica sul fiume Tirino, e dagli impianti per la produzione di soda e cloro, e di acido solforico presso Bussi sul Tirino, e poi dal 1904 a Piano d'Orta. Nei primi due anni di vita, lo stabilimento produceva esclusivamente acido solforico (10 000 quintali l'anno), sostanza utilizzata per la produzione di concimi. Nel 1904 la Società Italiana per la Fabbricazione di Prodotti Azotati, una consociata del gruppo SIE, rileva l'impianto di Piano d'Orta, l'obiettivo è quello di avviare la produzione di fertilizzanti azotati per l'agricoltura. In tale contesto fu tentato con successo la produzione del calciocianamide, rivoluzionario concime sintetico, ottenuto fissando ad alta temperatura l'azoto atmosferico con il carburo di calcio.
L'impianto per la produzione non entrò sul momento in funzione, a causa delle condizioni finanziarie della SIE, per la crisi del 1907; la calciocianamide fu prodotta nella fabbrica di Piano d'Orta solo nel 1912, mentre dal 1904 nello stabilimento si comincia a produrre oltre l'acido solforico, solfato di rame e perfosfato. Tra il 1906 e il 1910 la produzione annua media dei tre prodotti fu di 91 000, 16 000 e 124 000  quintali; la pirite per la fabbricazione dell'acido solforico proveniva dalle miniere di Gavorrano e Scarlino (Grosseto), di proprietà della Montecatini, mentre il residuo del forni Herreschoff, venivano inviate per mezzo della ferrovia al complesso siderurgico dell'Ilva di Bagnoli (Napoli). Nel 1915 lo stabilimento di Piano d'Orta fu dichiarato ausiliario dal Ministero della Guerra; gli altri due cicli produttivi del solfato di rame e perfosfato, avevano come materie prime il rame e il fosfato, il primo proveniente dalle miniere del Cile e il secondo da quelle di Gafsa in Tunisia.
La produzione aumentò nel periodo tra la prima e la seconda guerra mondiale, erano impiegati nella fabbrica 300 operai e 20 impiegati, nel 1924 la Montecatini rileva la SIPA, nel 1929 la Montecatini assume il controllo diretto della fabbrica di Piano d'Orta, incrementando la produzione del fluorisilicato di sodio e il solfato di allumina, che veniva inviato ad Isola del Liri.
Non tutto l'idrato era trasformato in soldato di allumina, una parte era lavorata per ottenere glicerina, che insieme all'acido solforico, veniva inviata agli stabilimenti chimici di Bussi e alla Dinamite Nobel di Pratola Peligna, dove si producevano aggressivi chimici esplosivi. Nel corso della seconda guerra mondiale questa rete dei tre stabilimenti subì massicci bombardamenti alleati, venendo saccheggiati poi dai tedeschi in ritirata. La ricostruzione fu avviata dalla Montecatini, con scarsi aiuti finanziari da parte dello Stato, la produzione fu indirizzata verso ilo settore dei concimi chimici, e inoltre dei prodotti anticrittogamici, tuttavia la crisi della Montecatini nel 1965 portò alla chiusura dello stabilimento.
Oggi si sta tentando di recuperare la fabbrica abbandonata, ritenuta di interesse archeologico industriale, mentre Piano d'Orta si è sviluppata con altre attività agricole o micro-industriali, e presenta ancora le caratteristiche di un villaggio operaio del primo Novecento, attraversato dalla ferrovia, e con la parrocchia del Sacro Cuore di Gesù. Quanto alla ferrovia, tra il 1900-03 il governo emanò dei decreti che istituivano la commissione per la Navigazione Interna, che inserì anche l'esecuzione del progetto di rendere navigabile il fiume Pescara dalla foce di Castellammare sino a Bussi, tuttavia non se ne fece nulla, e si pensò a realizzare solo lo scalo ferroviario di Piano d'Orta-Scafa-Tocco-Popoli, con raccordo verso Bussi.

### Storia di Musellaro
Importante frazione di Bolognano, ha una storia molto antica. Secondo Marcello De Giovanni il nome di questo borgo può derivare da "mosa" luogo paludoso dal termine medievale "lacus paluster", probabilmente perché si trova ubicato alla confluenza di due fiumi, benché sopra un'altura rocciosa. Secondo Anton Ludovico Antinori deriverebbe da "Mausoleum", mentre secondo delle leggende locali il nome deriva dalla "casa delle Muse", in quanto in quel luogo sorgeva un tempio romano dedicato a queste divinità. Nel diploma di Carlo I d'Angiò nel 1273 che divideva gli Abruzzi in Citeriore e Ulteriore il fiume Pescara, Musellaro veniva citata come "Mons Sillulus", ossia monte selvoso.

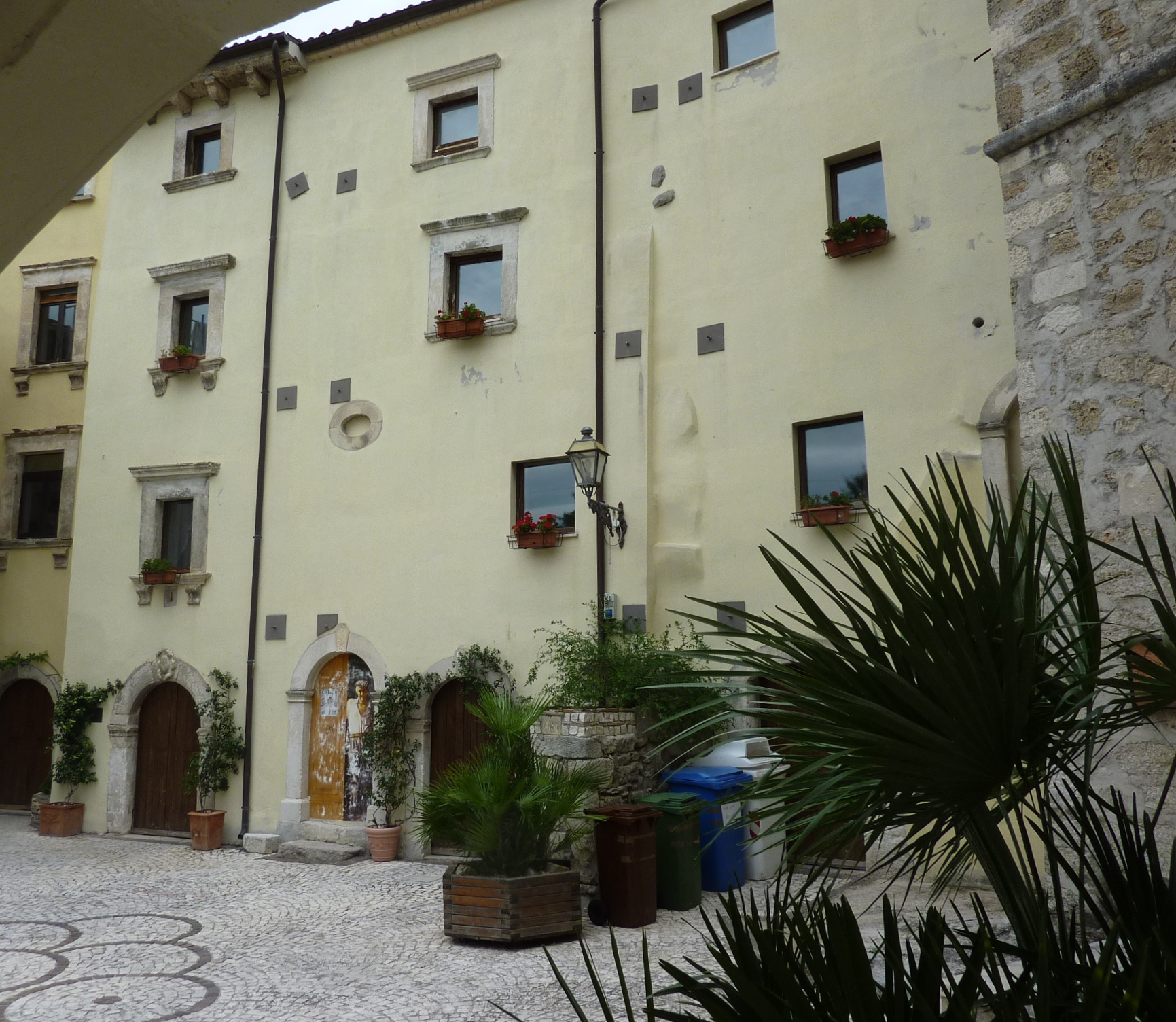
Case mura di Musellaro

Nella parte vecchia del paese si trova il borgo fortificato realizzato da case-mura, al cui interno si trova il palazzo baronale, detto anche Castello Tabassi; nel palazzo ci sono testimonianze dell'uso difensivo, successivamente trasformato in residenza gentilizia da un'originale torre di avvistamento. Due iscrizioni su pietra di epoca romana, farebbero ipotizzare che il villaggio esistesse già migliaia di anni fa, esse sono incastonate nella colonna della chiesa di Santa Maria del Balzo, e la seconda si posiziona in un angolo delle mura del vecchio palazzo dei Tabassi da Sulmona.
Altre informazioni sulla storia di Musellaro vengono dal Chronicon Casauriense dell'abbazia di San Clemente, che testimonia che l'intera area fu per secoli sotto il dominio di questo monastero, in un documento trascritto, re Carlo VIII di Francia dopo la sua invasione del Regno di Napoli, cercò di conquistare Musellaro. Il paese era un comune a sé sino al 1928, quando passò a essere frazione di Bolognano
- Castello Tabassi: ad esso era annesso un ponte longobardo detto "Luco", che pare avesse la funzione di collegare direttamente il castello al paese, nonché ai due versanti della Valle d'Orta tra Caramanico e Bolognano. Il castello è composto da tre corpi di fabbrica, sul versante occidentale sorge il Palazzo Tabassi, si imposta su una pianta rettangolare con piano seminterrato il cui accesso è posto sul prospetto nord-occidentale, dove una cornice di pietra ne delinea il portale. Le facciate del palazzo sono arricchite dalle finestre dei tre piani con persiane in legno intagliato, balconcini con ringhiere di ferro e cornici in pietra bianca. Sul prospetto principale si conserva una meridiana con sette mattonelle di ceramica policroma. Su Piazza Crocifisso si affaccia il prospetto principale della parte centrale; 6 ingressi tutti decorati in pietra si succedono per tutta la lunghezza, sul secondo i questi si conserva un'archibugiera. Sul lato meridionale un'imponente scala conduce a un loggiato che si trova sopra la cappella del Crocifisso, da una parte si apre un portale riccamente decorato, in stile rinascimentale, da cui si accede alla chiesa di Santa Maria del Balzo.

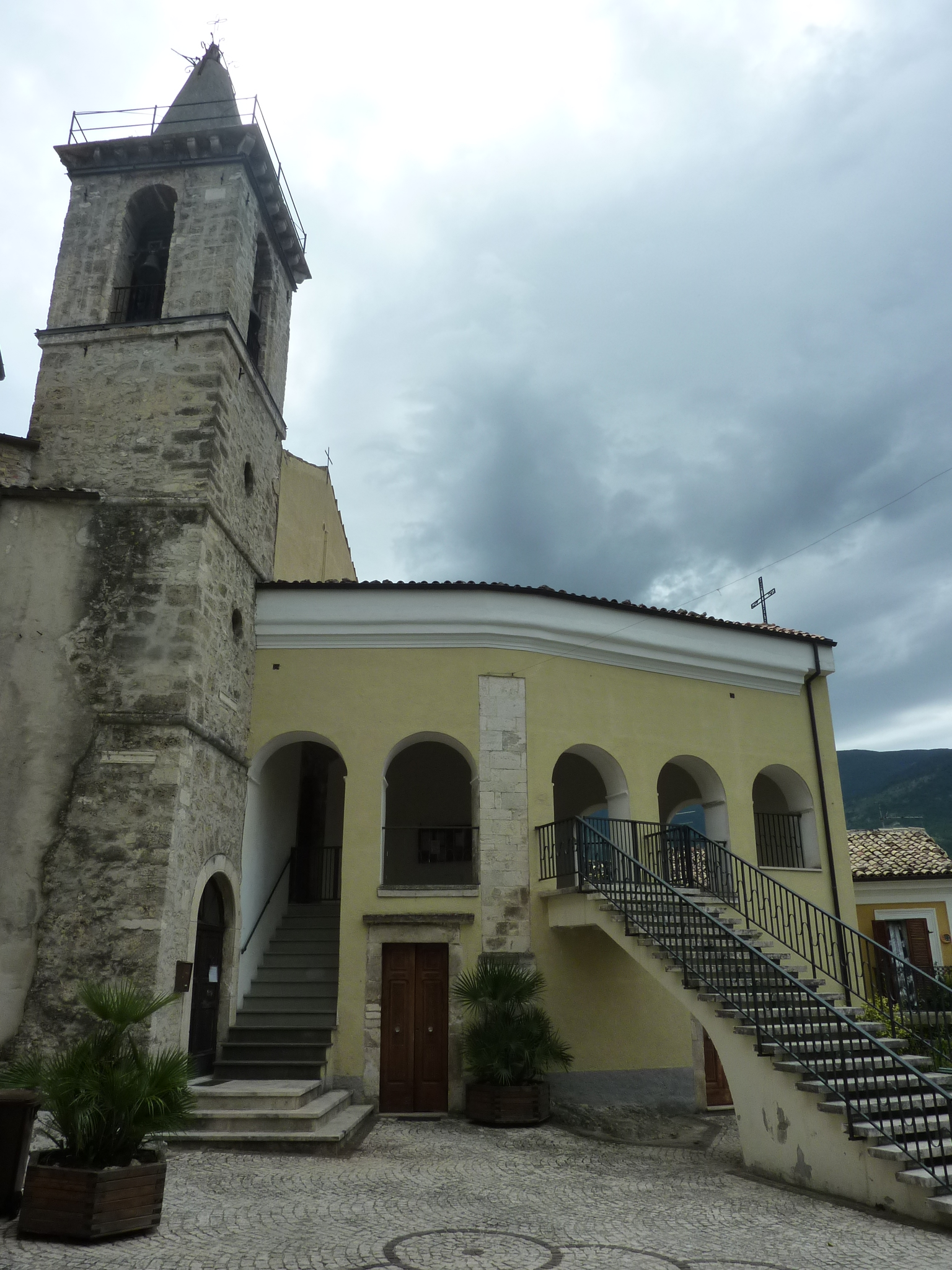
Chiesa di Santa Maria del Balzo

- Chiesa di Santa Maria del Balzo: precedentemente era intitolata a San Nicola, si trovava fuori le mura, venne restaurata nel 1538 dopo vari saccheggi degli spagnoli, come viene dimostrato dalla lapide del portale, in cui si cita Carlo V d'Asburgo. La parrocchia fu trasportata dentro il castello nel 1213, avendo i principi Tuzio donato un'ala del castello per essere adibito a culto cristiano, e difatti si ha la menzione di una chiesa di Santa Maria del Castello, consacrata dal vescovo di Chieti Bartolomeo il quale donò delle reliquie. Col passare del tempo, essendo venerata molto la ricorrenza religiosa del Santissimo Crocifisso, venne realizzata una cappella presso la cripta della chiesa di Santa Maria del Balzo, perché secondo la tradizione una reliquia della Santa Croce fu portata a Musellaro dalla Terra santa nel XIII secolo dal Crociato Conte Del Balzo, al seguito del Marchese di Monferrato, sbarcato a Pescara. Navigando il fiume, arrivò a Musellaro, donando la reliquia al Barone Tiburzio Tuzio, oltre alla reliquia donò un'icona della Madonna col Bambino su tela, venerata dentro la chiesa.
La venerazione iniziò quando dopo l'avvenimento, una pestilenza colpì la popolazione, il conte Tiburzio trasformò un'ala del castello in chiesa, poiché fu l'unico sopravvissuto della sua famiglia al flagello. Nel 1659 i Tabassi di Sulmona comprarono la Baronia di Musellaro, e il Crocifisso fu abbandonato nel ripostiglio della chiesa, gli anni del governo di questi signori furono funestati da carestie e da tassazioni, sicché quando i Baroni Branconio dell'Aquila vennero per imprigionare i morosi di Musellaro, i popolani in preghiera, fecero sì che la sagrestana Elena vedesse nel ripostiglio il Crocifisso staccato dalla croce, lo ricompose e mentre faceva ciò la statua grondò sangue. La notizia fece scalpore, il vescovo di Chieti mandò un vicario che constatò il miracolo del sangue, miracolo confermato in quei giorni dalla resurrezione di un bambino strozzato da acini d'uva, trovò il pavimento della chiesa bagnato di sangue e portò i fazzoletti usati per raccoglierlo a Chieti, e poi a Roma. Il luogo del miracolo prese il nome di Crocetta, e vi fu eretta la chiesa dell'Iconicella. Si narra che i sulmonesi cercarono di rubare la reliquia durante una processione verso Monte Crocetta, ma il parroco si sentì tirato da una forza misteriosa, e tornò indietro verso il paese, mentre i ladri vennero dispersi dalle visioni di soldati armati.
- Cappella dell'Iconicella: si trova sul Monte Crocetta, ricostruita nel 1712, varie sono le testimonianze dei miracoli della Santa Croce venerata nella cappella del Crocifisso, portata in processione sino al monte. La cappella viene frequentata dai devoti tutti i venerdì di marzo e la festa del 18,19 e 20 settembre.

### Simboli
Lo stemma e il gonfalone del comune di Bolognano sono stati concessi con decreto del presidente della Repubblica del 29 gennaio 2003.
(D.P.R. 29.01.2003)
Il gonfalone è un drappo di giallo.

## Monumenti e luoghi d'interesse

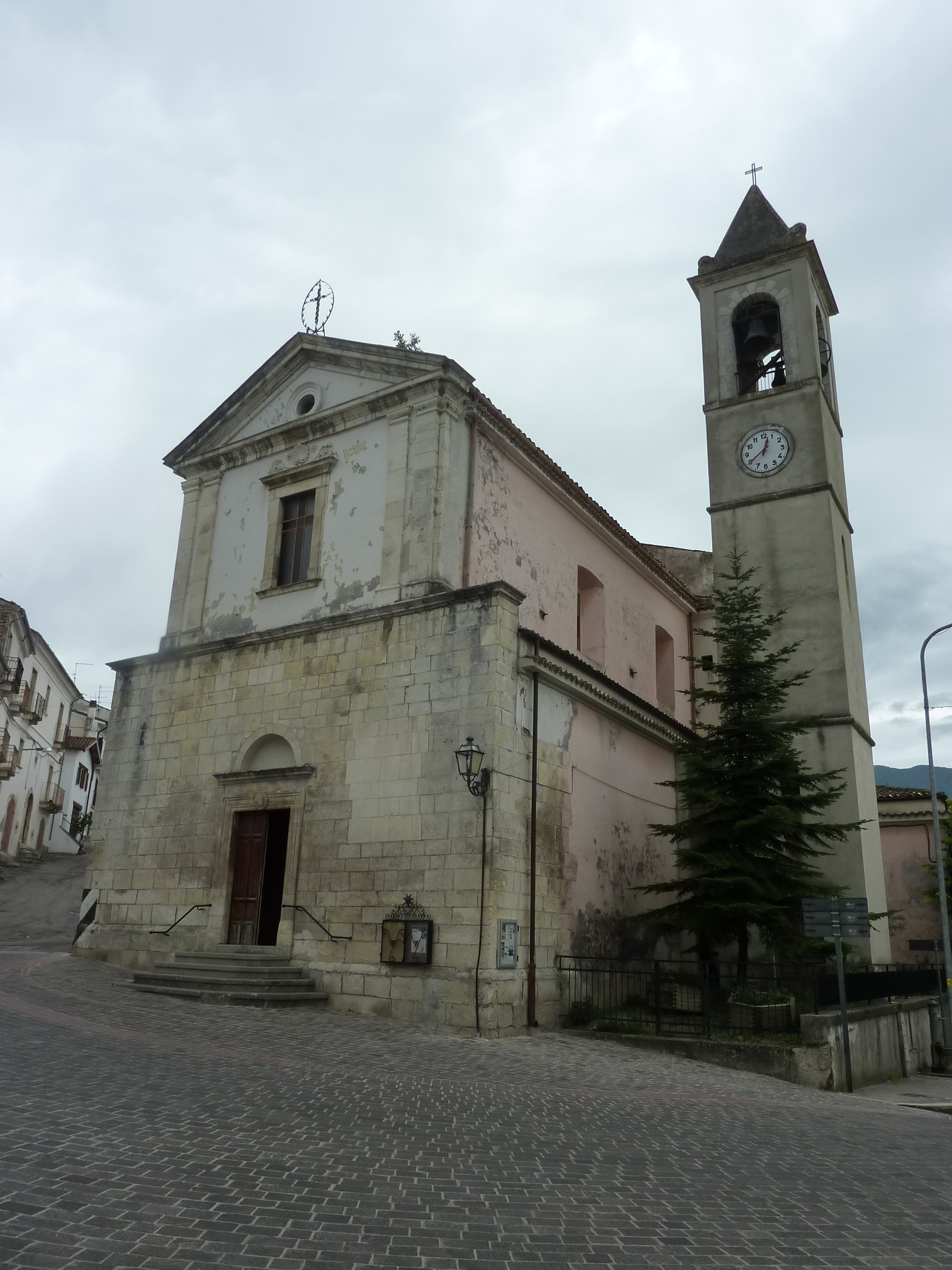
Chiesa di Sant'Antonio

- Chiesa parrocchiale di Sant'Antonio Abate: si trova fuori la parte storica di Bolognano, in via dei Colli. In precedenza era una piccola cappella, ampliata nel XVIII secolo, quando la chiesa di Santa Maria Entroterra non poteva più svolgere le funzioni di parrocchia. La chiesa ha impianto rettangolare, con la facciata divisa in due da cornicione marcapiano, la parte bassa è più antica, in pietra concia, con un portale romanico ad arco a tutto sesto e cornice rettangolare del XVI secolo. La parte superiore, ridimensionata, è chiaramente d'epoca successiva, ed è stata terminata nel XIX secolo con scansione a paraste ioniche, e architrave a timpano triangolare, con un finestrone centrale, recentemente ridipinta in colore rosso pompeiano. Il campanile laterale è una torre che termina a cuspide piramidale, ed è dotato di orologio. L'interno è a navata unica, realizzato tra il Settecento e l'Ottocento, con scansione a tre grandi nicchie per lato, suddivisione in pilastri arcuati a tutto sesto con capitelli corinzi e compositi dipinti in oro. La volta è a botte lunettata, presso il presbiterio si erge una falsa calotta sferica, presso la lunetta dell'altare a parete rettangolare, si trova un affresco di Sant'Antonio Abate in eremitaggio.

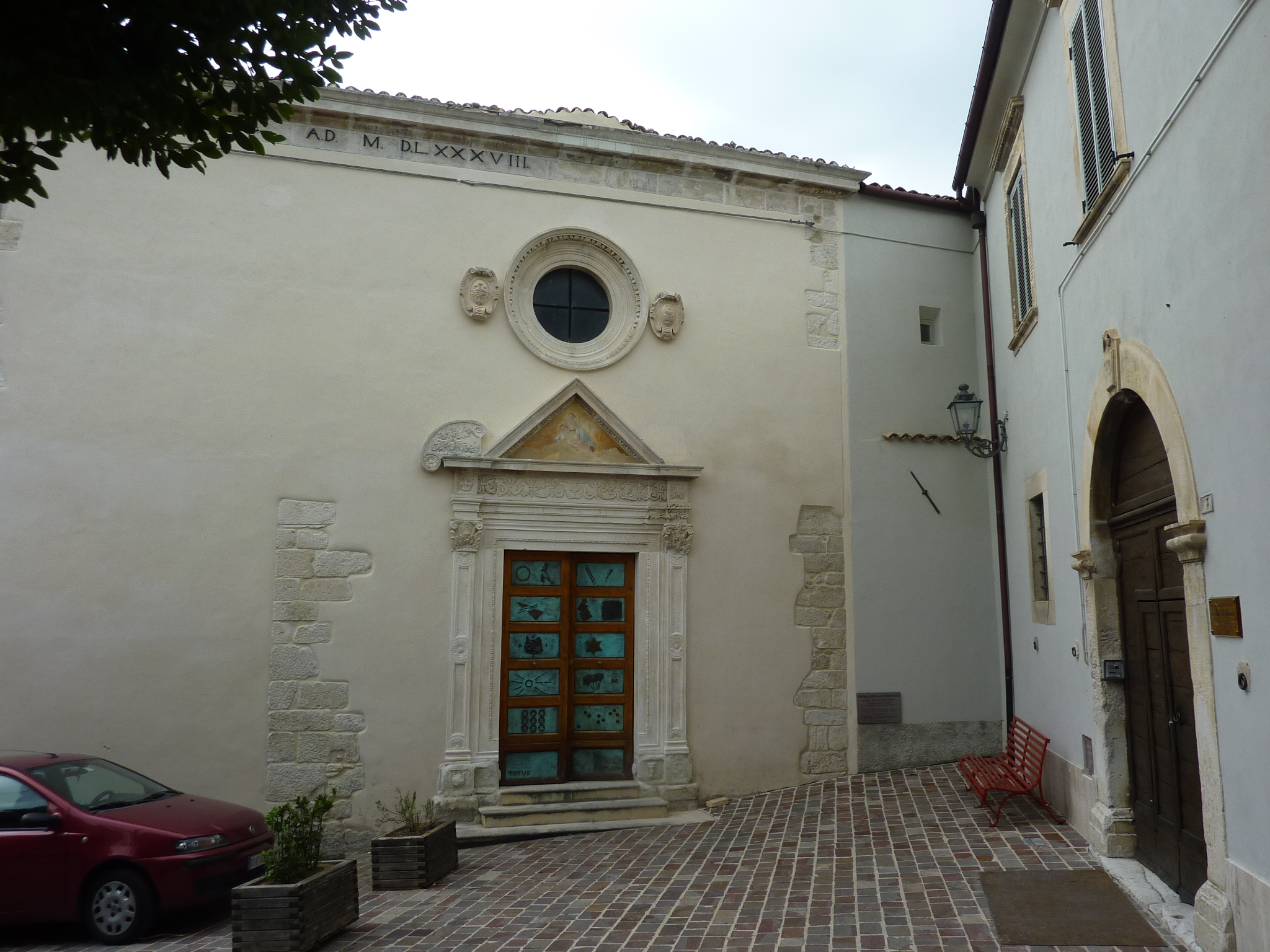
Facciata di Santa Maria Entroterra

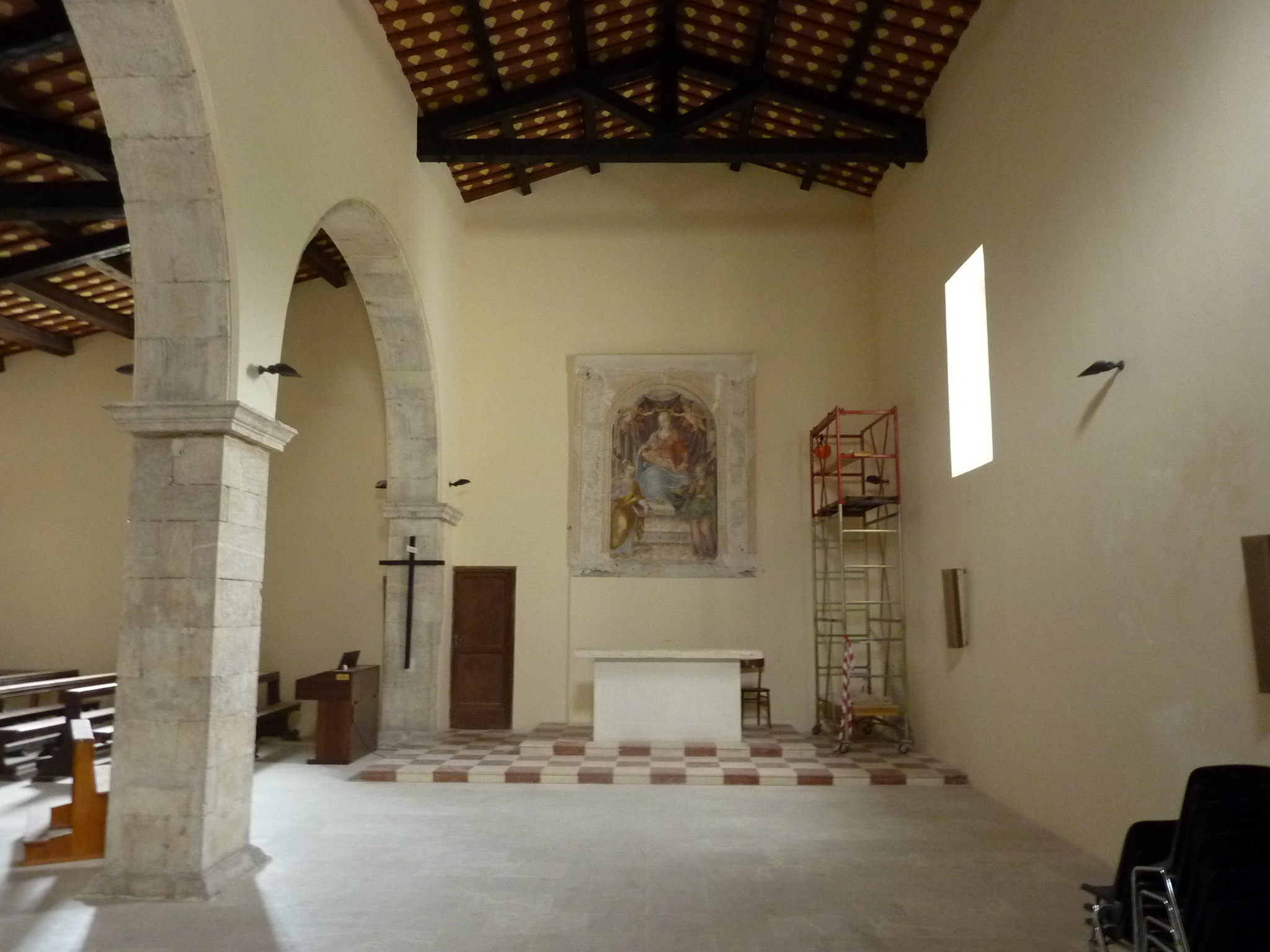
Interno di Santa Maria Entroterra

- Chiesa di Santa Maria Entroterra: si trova in piazza Cesare Battisti, all'ingresso del borgo vecchio. Sulle carte catastali è identificata in origine come chiesa di San Michele, forse l'antica cappella originaria, mentre nel catasto onciario del 1748 c'era il beneficio di San Lorenzo. Risulta che Ludovico II il Germanico che fondò il monastero di Casauria, donò ai monaci il territorio di Bolognano, compresa la chiesa di Santa Maria "entro la Terra", nell'884 i monaci la fortificarono. Sino al XVII secolo la sua giurisdizione fu sotto il governo dell'abate di Casauria, poi passò alla diocesi di Chieti, sino ad oggi. La chiesa presenta un'epigrafe sul cornicione alto della facciata, recante la data 1588, dall'archivio diocesano si sa che esisteva sicuramente nel X secolo, sia per i documenti citati nel Chronicon Casauriense, sia per l'aspetto dell'impianto, con la facciata quadrata, il portale, le due navate e la compresenza di quattro altari. Un'ala è stata ricavata nel XVIII secolo dal Palazzo Durini, cui la chiesa è annessa. Nel 1938 sono stati eseguiti lavori di demolizione e ricostruzione del tetto a capriate lignee con motivetti geometrici, mentre prima era voltato a crociera, per volere del parroco don Alvise Pasquetto, dato il degrado della struttura.
Sull'altare principale in marmo, posto sulla parete di fondo, si trova un dipinto della Madonna col Bambino tra santa Lucia e santa Caterina d'Alessandria. L'opera è del 1590, risulta di discreta fattura, rileva echi della pittura aquilana tardo cinquecentesca di Pompeo Cesura. L'affresco è stato restaurato nel 1990, interessante è il portale di accesso della chiesa, in pietra locale, opera della scuola di San Liberatore alla Maiella (XIII secolo), con ghimberga romanica. Il campanile laterale è a vela, con cuspide triangolare.
L'interno è diviso in due navate irregolare da degli archi a tutto sesto, sulla sinistra c'è una statua di San Carlo Borromeo che ha una parte della mano protesa, spezzata, perché murata e poi riportata allo stato iniziale.
Tra la chiesa e il Palazzo Durini vi era al primo piano un passaggio che permetteva ai baroni di assistere alle funzioni da un loggione apposito, senza mescolarsi con la gente, lo spigolo murario in pietra lavorata della chiesa, prospiciente la piazza, è smussato, e si comprende la fattura del lavoro, che tale soluzione architettonica sia nata con l'edificio; la spiegazione sta nel fatto che esistevano una serie di abitazioni sulla piazza, contornate da una strada che fungeva da accesso al castello, in quel punto la strada doveva rasentare l'immobile e lo spigolo è stato smussato per permettere il passaggio di carrozze. Nel 1883 i locali della chiesa furono acquistati dal comune per essere trasformati in scuola elementare, quella parte della chiesa a forma di trapezio rettangolo, prospiciente la piazza.
- Chiesa santuario di Santa Maria del Monte: si trova in largo Madonna del Monte presso la contrada omonima. Nell'interno del convento si possono vedere i segni che i soldati nazisti di una postazione contraerea della guerra mondiale vi hanno lasciato, morti, figure e crivellati da colpi di arma, soffitti da cui furono asportate travi messe al fuoco negli ozi della stagione invernale. Il convento risale al XVI secolo circa, fu ritiro e luogo di preghiera dell'Ordine Francescano nel 1658,[15] nel 1936 inoltre frate Pietro eremita scelse il convento come luogo di raccoglimento e raccoglieva la popolazione di contrada Quarto della Vergine per la recita del Santo Rosario. Con le soppressioni piemontesi, i beni del convento furono ceduti al Comune.
Le origini risalgono all'871-75 d.C., l'imperatore di Germania Ludovico II fondò l'abbazia di Casauria, che annetté i feudi di Bolognano e Musellaro, il vescovo di Chieti nel 1301 riconobbe la giurisdizione della Diocesi Nullius di Bolognano, citando la chiesa di Santa Maria del Monte. Nel 1818 con la Bolla Pontificia l'abbazia di San Clemente fu privata della giurisdizione spirituale come Diocesi Nullius, e Bolognano entrò nella diocesi di Chieti. La fondazione di questo convento risale a una leggenda popolare, la Vergine durante il IX secolo apparve sopra una quercia in contrada La Fara, dapprima a una donna, e poi a un bambino sordomuto da Lei guarito, cui dette l'incarico di chiamare il parroco per spostare il Quadro (l'icona votiva della Madonna) da località La Quercia - La Fara, alla chiesa di Bolognano. Quando il prete arrivò sul luogo, si accese una diatriba con altri popolani della valle dell'Orta per contendersi il quadro miracoloso, sicché i Toccolani proposero di mettere il quadro su un carro trainato da buoi senza conducente, per vedere in che direzione si sarebbero spostati, il luogo scelto dagli animali avrebbe ospitato il quadro. I buoi giunti al bivio della Tiburtina Valeria, si diressero verso Bolognano e al Colle Gesseto, deviando poi per la strada dove sorge il convento, fermandosi spontaneamente. Questo Quadro si trova sull'altare maggiore della chiesa, racchiuso in un'edicola di cristallo, è su tavola a tempera, contro un fondo azzurro tempestato di stelle dorate, siede la Vergine in veste scura, con i rabeschi biancastri e manto dorato, con rabeschi e risvolte verdi, in atto di sostenere sulle ginocchia il Bambino, a cui porge la mammella destra. Il Bambino reca sulla sinistra un globetto dorato, simbolo del Regno Divino, la Vergine ha la testa eretta un carnale roseo, aureola dorata, l'opera somiglia a quelle di Siena del tardo Quattrocento, seguaci di Carlo Crivelli, nella parte inferiore del quadro c'è la data del restauro 1542. La festa della Madonna si celebrava il 18 agosto con l'affluenza di molti pellegrini, anche delle altre città della Valle d'Orta e della Pescara.

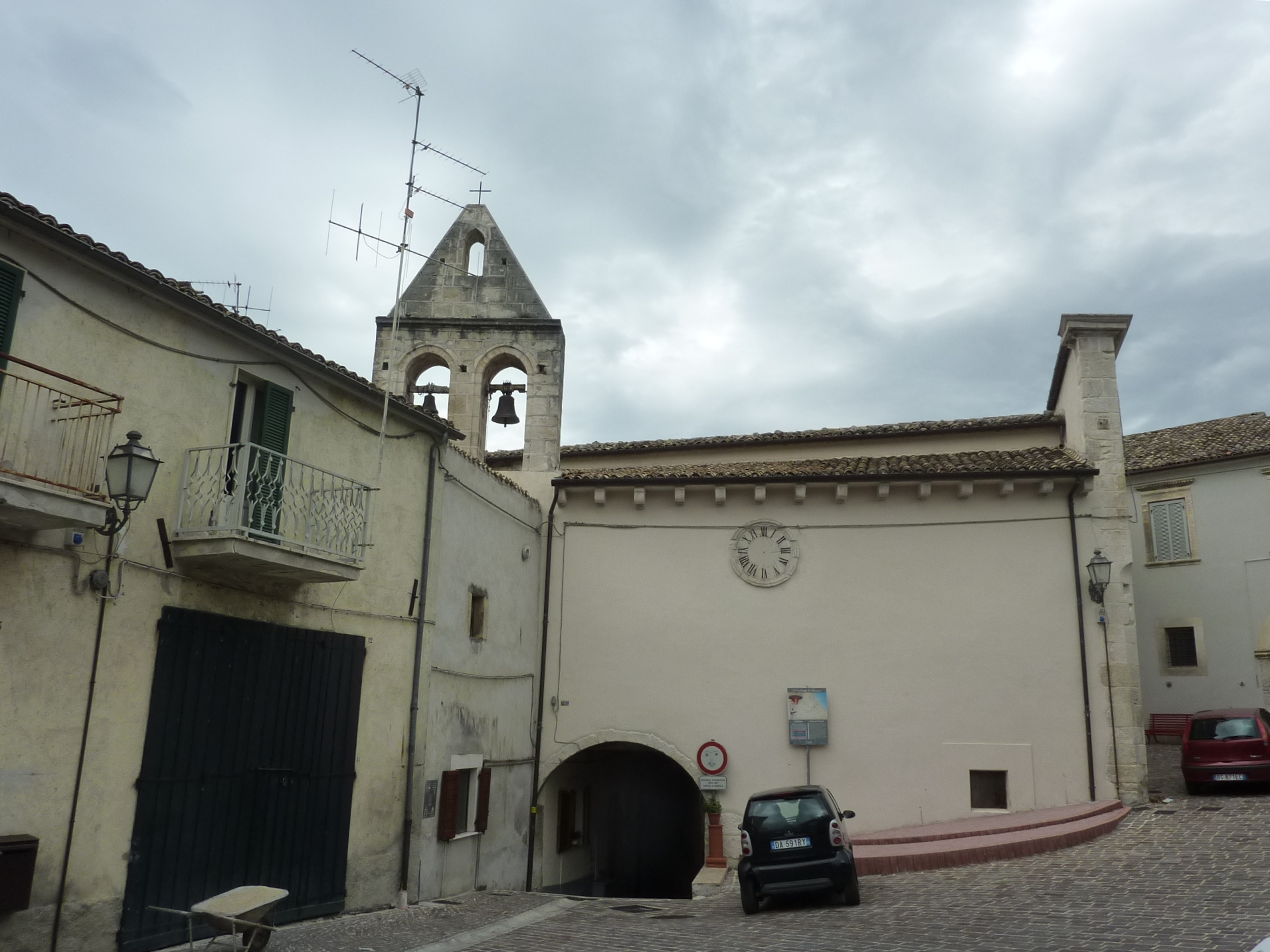
Laterale della chiesa di Santa Maria Entroterra, con il sottopassaggio ad arco

- Località La Fara: detta anche "Katanga", poco distante da Piano d'Orta. In antichità il luogo era detto Fara Ambriliae perché di origine longobarda, non esistono toponimi di questa zona o ruderi che possano far risalire alla presenza di una chiesa, le sole testimonianze sono quelle del Chronicon Casauriense[16] in cui si parla nel 1136 della presenza di La Fara e di una chiesa di Santa Maria, nel 1301 la chiesa dotata di parrocchia confermata di proprietà dell'abbazia di San Clemente. In un documento del 1782 dell'archivio comunale, si parla della chiesa di Santa Maria sotto l'Ordine Francescani. La chiesa attuale è del XVIII secolo, il campanile a torre reca la data del 1702, all'interno vi si trovano il quadro della Madonna col Bambino tra santi del 1869, opera di Francesco Maria De Benedictis di Guardiagrele; durante un restauro del 1970 fu trovata sotto la copertura una lucerna dallo stile bizantino, conservata oggi nel Museo dell'Abruzzo Bizantino ALtomedievale di Crecchio (CH).
- Chiesa del Sacro Cuore di Gesù: è la parrocchia di Piano d'Orta. Nel 1927 fu eretta la cappella, consacrata nel 1929 con primo parroco don Nicola Monterisi, fu rettoria nel 1941, danneggiata gravemente nel 1944, e ricostruita nel 1946 con benedizione dell'arcivescovo di Chieti Giuseppe Venturi. Una precedente cappella esisteva prima della costruzione della chiesa in stile neogotico e neoromanico, posta lungo la via Tiburtina Valeria, che corrisponde alla casa canonica a fianco della sede della Polizia Stradale. Nel 1943 quando Piano d'Orta fu bombardata dagli alleati, il parroco don Bruno Magni decise di trasportare le statue dei santi e altri oggetti sacri presso la chiesa del duca Caracciolo, lungo la strada per Scafa, la cappella della Madonna del Saletto, distrutta più tardi quando verrà realizzata l'autostrada Torano-Pescara. Della chiesa nel 1945 rimaneva solo la facciata, il resto era andato distrutto. Nel 1951 furono posizionati 14 quadri della Via Crucis, eseguiti a tempera su cartoncini da Giuseppe De Benedictis, nel 1952 fu realizzato il campanile a torre di ispirazione pseudo romanica, a pianta rettangolare con cuspide, in mattoni a vista, come l'esterno della chiesa.

### Aree naturali

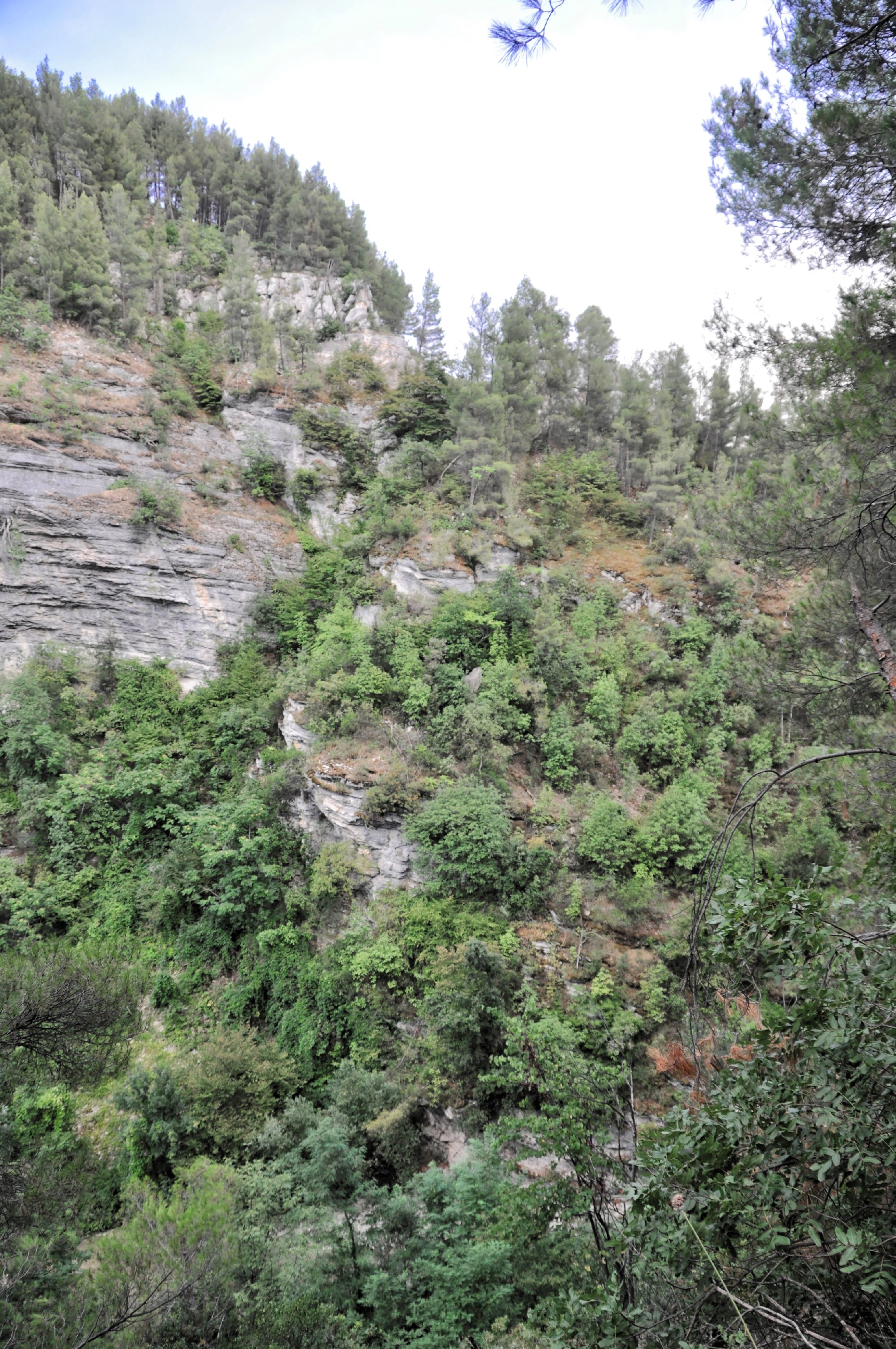
Valle dell'Orta

- ex Riserva regionale Valle dell'Orta, inclusa nel Parco nazionale della Maiella:
  - Cascata della Cisterna, una piscina naturale di roccia nella Riserva Naturale dell'Orta raggiungibile da un sentiero che parte dalla chiesa di Sant'Antonio Abate
  - valle del Luco (o anche i Luchi) è un'area naturale in cui lo scorrere dell'acqua del fiume Orta ha causato nel corso dei secoli la formazione delle cosiddette Marmitte dei Giganti presso le rapide di Santa Lucia attraverso l'erosione delle rocce calcaree. Rapide e torri rocciose si trovano tra le frazioni di San Tommaso di Caramanico Terme e Musellaro di Bolognano[17]
  - Grotta dei Piccioni, sede di ritrovamenti preistorici
  - La Grotta Scura, di interesse archeologico per i ritrovamenti neolitici[18][19]
- Oasi del Lago di Alanno - Piano d'Orta: il fiume Orta scorre a circa 1 300 metri d'altitudine, per 25 km sino a gettarsi nelle acque della Pescara, con un letto piuttosto ampio e acqua poco profonda, dando vita a un canyon che rappresenta una delle aree naturali più interessanti d'Abruzzo. Lungo il percorso è possibile imbattersi nella conca d'acqua, leggermente rialzata rispetto al letto dell'Orta, una sorta di piscina naturale nominata Cisterna di Bolognano, rifornita continuamente da una cascata d'acqua sorgiva. L'escursione alla Cisterna si presenta semplice e adatta a tutti i camminatori, 25 minuti di cammino dalla chiesa di Sant'Antonio Abate seguendo la segnaletica.
La Valle dell'Orta inoltre è caratterizzata dalla presenza di varie grotte, quella dei Piccioni di interesse archeologico, la Grotta Scura, poi vi si trova la Valle dei Luchi, suggestivo canyon con la presenza della rapide di Santa Lucia, al confine col territorio di Caramanico; la vegetazione è quella tipica dei climi caldi, con la presenza del cipresso, del pino d'Aleppo, e il pino nero, poi le ginestre, leggi, asfodeli gialli, orchidee, la Coronilla valentina, la Campanula fragilis. Tra gli animali della vallata si ricordano il rondone, il lanario, il falco pellegrino, tra i rettili e gli anfibi il rospo smeraldino, l'ululone, il cervone, il colubro di Esculapio.
- Piantagione Paradise, ideata da Joseph Beuys. Affiancata dai Servizi e Magazzini, un ipogeo di 800 m² in due livelli, costruiti da Lucrezia De Domizio Durini ed inaugurati nel 2005.

## Arte

### Cinema
Nel 2007 il regista Flavio Sciolè ha girato a Bolognano i cortometraggi Pliche e Aman4aman. I video, dedicati a Joseph Beuys, hanno partecipato alla Biennale d'Arte di Venezia del 2007 all'interno dell'evento collaterale 'JOSEPH BEUYS . DIFESA DELLA NATURA. The Living Sculpture Kassel 1977 Venezia 2007' curato da Lucrezia De Domizio Durini.

## Società

### Evoluzione demografica
Abitanti censiti

### Geografia antropica
Il centro antico è Bolognano paese, altro castello storico è la frazione Musellaro, con la chiesa annessa al maniero.
Il centro nuovo si è sviluppato dalla fine dell'800, quando fu realizzata la ferrovia che attraversa la valle del Pescara, fino al capoluogo adriatico. Il centro, dove fu installata anche una industria chimica della Società Montecatini, prese il nome di Piano d'Orta. La chiesa madre è dedicata al Sacro Cuore di Gesù.
Nei dintorni si trovano i ruderi di un antico castello, del feudo normanno di Cantalupo.

## Infrastrutture e trasporti

### Ferrovie
La frazione di Piano d'Orta ha una stazione ferroviaria, ubicata lungo la Ferrovia Roma-Sulmona-Pescara. Il fabbricato viaggiatori ha una piccola sala d'aspetto con una validatrice di biglietti. Il movimento passeggeri è abbastanza mediocre, con circa 17 treni al giorno in servizio tra Teramo, Roma, Sulmona e Pescara.

## Amministrazione
| Periodo        | Periodo        | Primo cittadino         | Partito                                                                                    | Carica  | Note                                           |
| -------------- | -------------- | ----------------------- | ------------------------------------------------------------------------------------------ | ------- | ---------------------------------------------- |
| 23 aprile 1995 | 12 giugno 2004 | Claudio Mario Sarmiento | Lista Civica di Centro-sinistra (1995-1999) Lista Civica (1999-2004)                       | Sindaco | [ 24 ] [ 25 ]                                  |
| 13 giugno 2004 | 27 maggio 2019 | Silvina Sarra           | Lista Civica Uniti per rinnovare (2004-2014) Lista Civica Continuità e crescita (dal 2014) | Sindaco | [ 26 ] [ 27 ] [ 28 ]                           |
| 27 maggio 2019 | 10 giugno 2024 | Guido Di Bartolomeo     | Lista Civica Insieme per un impegno comune (dal 2019)                                      | Sindaco | [ 29 ]                                         |
| 10 giugno 2024 | in carica      | Agapito Grossi          | Scelta Civica                                                                              | Sindaco | Scelta Civica Bolognano Piano d’Orta Musellaro |